# 烏克蘭反抗軍軍旗
烏克蘭反抗軍旗帜（羅馬化：Pevoliutsiinyi prapor OUN），又稱紅黑旗（Червоно-чорний прапор，羅馬化：Chervono-chornyi prapor），是一面代表乌克兰民族主义的旗帜。
乌克兰從蘇聯獨立後，红黑旗被许多烏克蘭民族主义组织和政党使用，包括乌克兰国民议会—乌克兰人民自卫队 、 右區和烏克蘭民族主義會議等等。

## 历史

烏克蘭反抗軍藍底三叉戟旗

紅黑條紋是紅魯塞尼亞的傳統標誌，該區域位於現在的烏克蘭西部與波蘭東部區域。
而烏克蘭民族主義者組織一開始所採用的旗幟為藍底加上黃色烏克蘭徽章，但在1940年時該組織分離出兩個陣營，一為由安德里·梅利尼克領導的溫和派（OUN-M），另一派為由斯捷潘·班德拉領導的激進派（OUN-B），其中激進派所使用的旗幟即為紅黑橫紋旗。
而現代所使用的紅黑旗中，對於顏色的解釋為：黑色代表烏克蘭的代名詞「黑土」，紅色代表為烏克蘭抗爭的鮮血。
1991年乌克兰独立後，該旗幟也常被當作民族主義運動的代表。
在烏俄戰爭期間，該旗幟更被拿來代表對抗俄羅斯的軍事象徵或是非正式的战旗。